# Вулиця Джерельна (Львів)
Ву́лиця Джере́льна — вулиця у Шевченківському районі міста Львова, у місцевості Клепарів. Прямує від перехрестя вулиць Базарної, Шпитальної, Шолом-Алейхема та Раппопорта до сполучення вулиць Оглоблиної та Сорочинської. На ділянці між вулицями Єрошенка та Хімічною, вулиця Джерельна проходить під шляхопроводом залізничної лінії станція Львів — станція Підзамче. На розгалуженні вулиць Джерельної та Під Дубом утворене невеличке транспортне кільце. Прилучаються вулиці: Маєра Балабана, Крехівська, Водна, Ветеранів, Під Дубом, Василя Єрошенка, Хімічна, Оноре де Бальзака. 

## Історія та назва
Вулиця відома від початку XIX століття під назвою Квеллен Ґассе. У 1871 році, вуличка, що прямувала від вулиці Шпитальної до межі міста з підміським селом Клепарів (міська дільниця № 3) і завдяки джерелам, які тут існували та використовувалися у кількох купальнях та лазнях міста, отримала назву Зьрудляна. У 1930-х роках Клепарів приєднано до Львова, умовним продовженням вулиці Зьрудляної стала вулиця Львівська у Клепарові. Обидві вулиці були об'єднані в одну 1943 року під спільною назвою Квелленґассе. У липні 1944 року вулиці повернена передвоєнна назва Зьрудляна і вже 1946 року вулиця отримала сучасну назву — вулиця Джерельна.

## Забудова
Вулиця Джерельна забудована дво- та триповерховими будинками кінця XIX—початку XX століття, в стилях класицизм та віденська сецесія. До північної частини вулиці прилягає масив з дев'ятиповерхових житлових будинків, збудованих у 1970-х роках в стилі радянського конструктивізму. На початку 2010-х років ще була присутня промислова забудова, зокрема, територія автотранспортного підприємства № 24654, нині на його місці збудований житловий квартал «Бельгійське містечко». У середній частині (з парного боку) до вулиці прилягають корпуси колишнього заводу газової апаратури, що переобладнані під торгівельно-офісні центри. 
№ 1 — двоповерхова наріжна кам'яниця кінця XIX — початку XX століття (колишня адреса — вул. Шпитальна, 24). На початку XX століття на першому поверсі будинку містився шинок Якуба Шепса. За радянських часів тут був кафе-бар. Нині тут аптечна крамниця мережі «Подорожник».
№ 13 — тут на початку XX століття містилася пекарня Е. Ґроссман.
№ 18 — один з корпусів колишньої львівської газівні (завод газової апаратури). За останні роки було проведено реконструкцію, зокрема облаштовано мансардний поверх. Нині тут функціонує відділення АТ «Кредобанк», візовий центр та офіс страхової компанії PZU у Львові.
№ 20 — колишня триповерхова будівля охолоджувальних установок львівської газівні (завод газової апаратури). Головний фасад будівлі — симетричний та акцентований по центру причілком з відкритим цегляним муруванням. Унаслідок реконструкції фасад було отиньковано, реконструйовано вхідну групу, облаштовано балюстради, що значною мірою спотворило автентичний вигляд будівлі. Нині в будівлі функціонує гастропаб «МолодоЗелено» та готель «Ватра», до того тут містився клуб-ресторан і рок-паб «The Gas Station».
№ 28б — одне з промислових приміщень, яке належало колишньому заводу газової апаратури, де після реконструкції 2003 року відкрили торгівельний центр «Антей».
№ 37 — у повоєнний час в будинку містилася школа фабрично-заводського навчання № 2.
№ 42 — дев'ятиповерховий багатоквартирний житловий будинок, збудований у 1970-х роках в стилі радянського конструктивізму. В будинку міститься медичний центр «Лінкон».
№ 49 — у жовтні 1905 року тут відбулося урочисте закладання наріжного каменю під будівництво нової синагоги. В урочистості брало участь близько 2000 осіб переважно з робітничих сфер. Нова велика двоповерхова синагога «Кол ріна ве-єшуа» або ж «цехова» синагога «Експрес» товариства носіїв легкого багажу (зареєстроване 1899 року, головою якого був Марк Вайзер) була збудована у 1905—1906 роках за планами архітектора Саломона Рімера та за кошти єврейської громади (загальні витрати близько 20000 корон). У фасаді споруди (авторство архітектора Альберта Корнблюта) поєднано сецесійно трактовані орієнтальні мотиви у формах та оздобленні порталу, вікон, аттиків з чисельними юдейськими символами. У 1926—1927 роках за проєктом Альберта Корнблюта було надбудовано третій поверх із збереженням фасадної стилістики. На третьому поверсі був облаштований великий зал для проведення засідань товариства, а також там проводили безкоштовні весільні церемонії для бідних наречених та сиріт. В синагозі також була розташована єшива «Махзікей ломдей Тора». Під час другої світової війни синагога була спалена, а її руїни у 1955 році використано як фундамент для будівництва нового житлового будинку. Нині на місці синагоги триповерховий житловий будинок.
№ 55 — двоповерховий житловий будинок кінця XIX століття. У подвір'ї будинку 1896 року на кошти Ізраеля Лібмана та за проєктом архітектора Саломона Рімера споруджена синагога «Хойреш Ейцім» або ж синагога столярів. Культове призначення споруди підкреслювали два окремих входи і вітраж вікна із зіркою Давида на фронтоні головного (східного) фасаду. У 1920—1930-х роках постійними відвідувачами синагоги були члени філантропічних товариств «Лінас Га-цедек», «Єшивас Ейц Хаїм» та «Ейшел Тора», які містилися у сусідньому будинку на вулиці Ветеранів, 2. Зруйнована під час німецької окупації.
№ 57 — у повоєнний час тут містилася львівська станція технічного обслуговування газобалонних автомобілів.
№ 69 — за радянських часів тут розташовувався комплекс споруд Львівського автотранспортного підприємства № 24654. У 2018—2020 роках на місці АТП збудований житловий комплекс «Бельгійське містечко», що складається з дев'яти чотириповерхових житлових будинків. Також для мешканців житлового комплексу, аби убезпечити їх від шуму залізниці, що пролягає поряд, збудували перший в Україні шумозахисний екран висотою 5 метрів. Спеціальну конструкцію, довжиною більше півкілометра встановили вздовж залізничної колії. Кожному будинку ЖК «Бельгійське містечко» надана окрема нумерація — № 75, 77, 79, 83, 85, 87, 89, 91, 93. Від колишнього автопідприємства залишилося лише одноповерхове приміщення колишньої прохідної, яке нині займає магазин «Перша універсальна склонарізка».
№ 71 — будівля закладу дошкільної освіти (ясла-садок) № 116 Львівської міської ради .
№ 72 — у повоєнний час тут містилася артіль імені Щорса Львівського облметалпромсоюзу. Нині цієї адреси не існує.
Між вулицями Газовою, Куліша, Маєра Балабана та Джерельною планують збудувати три нові житлові будинки на 4-6 поверхів, низку громадських будівель, у яких працюватимуть до 6000 осіб. Все це передбачає розроблений детальний план цієї території. Детальний план планують реалізувати упродовж семи років, але перший етап планують виконати упродовж трьох років. Спочатку будуватимуть житлові будинки та громадські приміщення. На наступному етапі розпочнуть будівництво та реконструкція дорожньо-транспортної мережі та облаштування інженерної інфраструктури кварталу. Потім облаштовуватимуть громадський простір, озеленення території та впорядковуватимуть прибудинкові території. Щодо вуличної мережі, то вулицю Газову хочуть зробити пішохідною, проте збережеться можливість заїзду спецтранспорту.

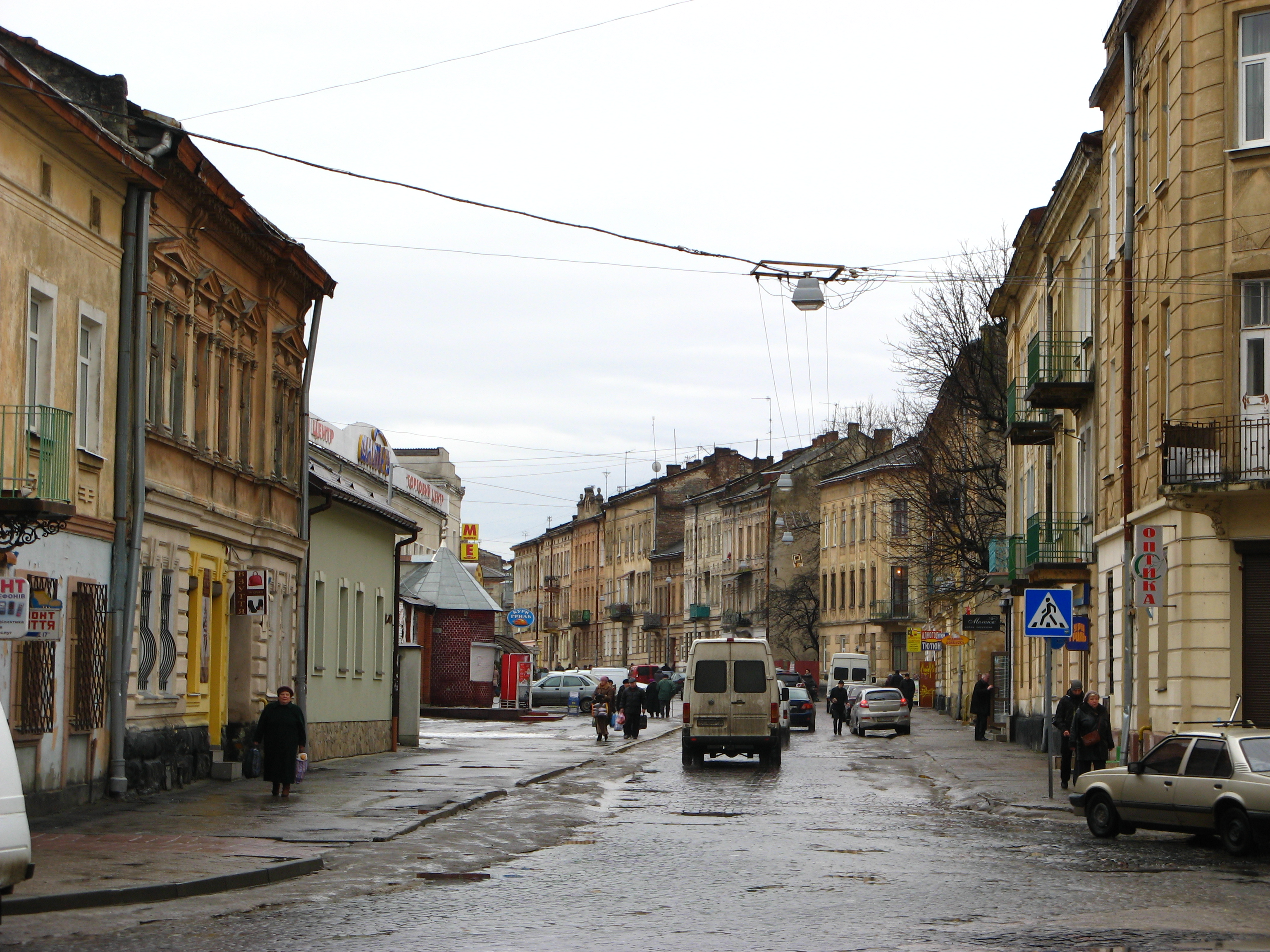
Вигляд від перехрестя з вулицею Під Дубом
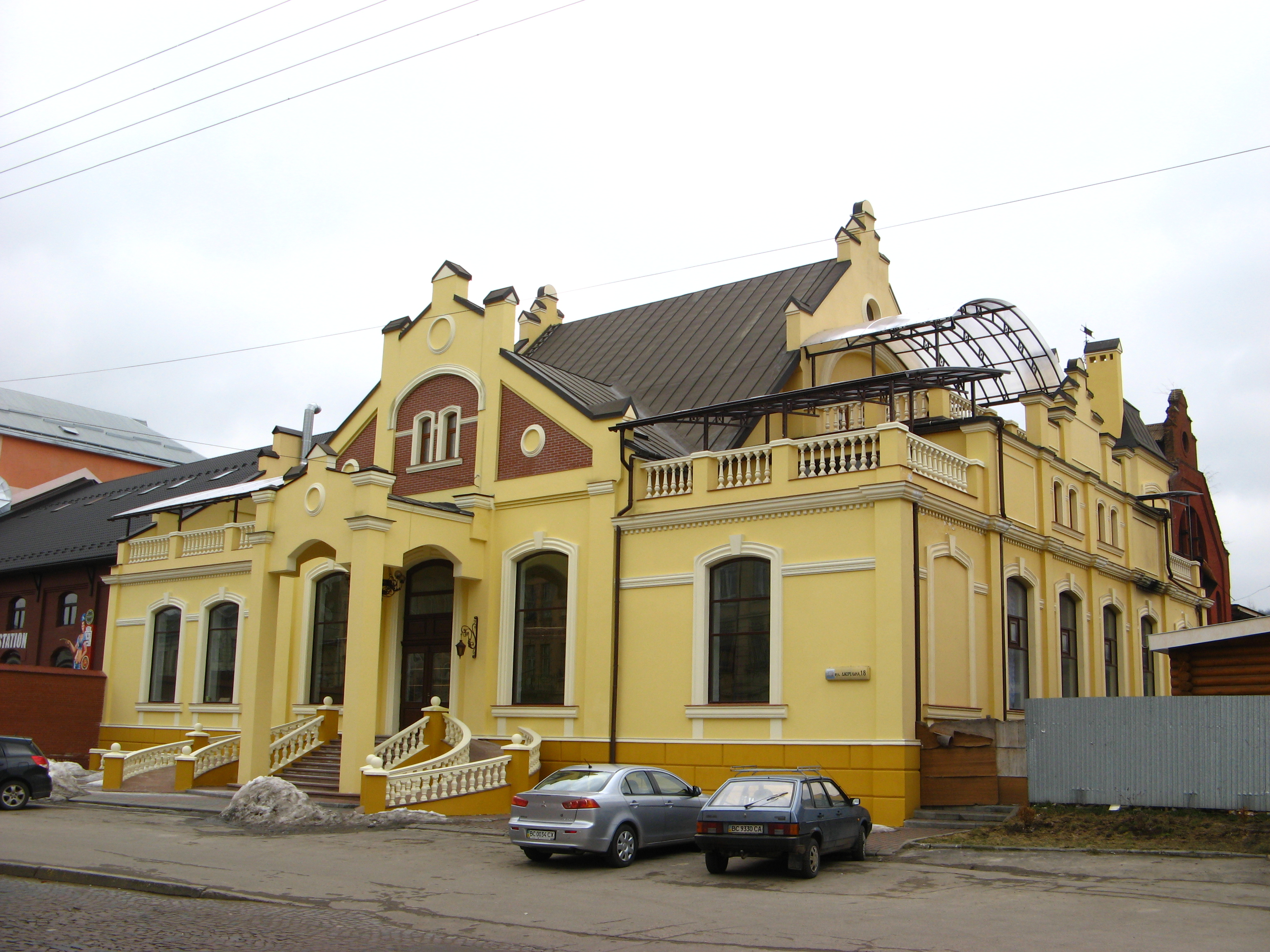
Один з колишніх корпусів львівської газівні (вул. Джерельна, 18)
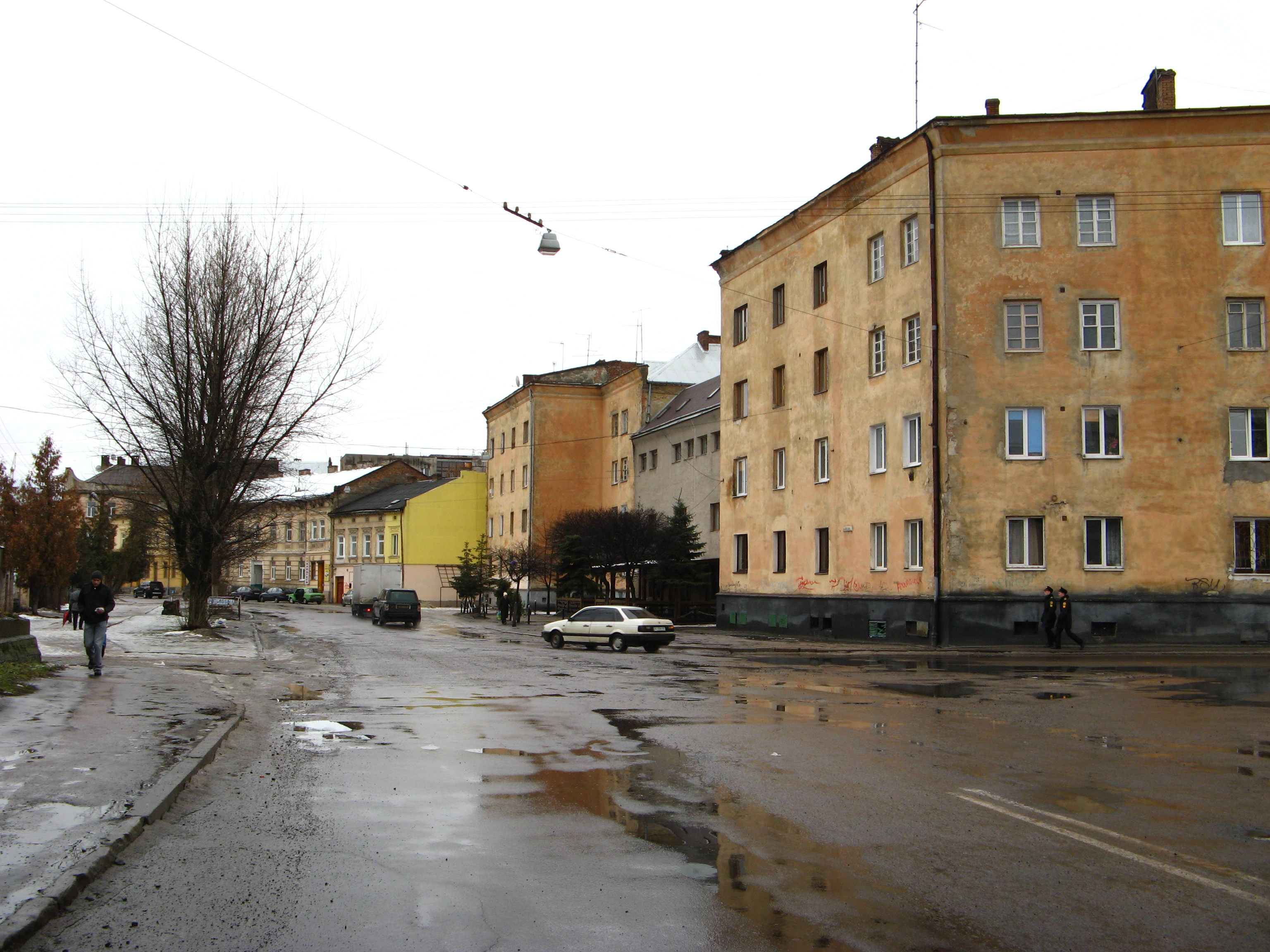
Вигляд на Джерельну від залізничного шляхопроводу